# Unterseeboot 7 (1935)
Pour les articles homonymes, voir Unterseeboot 7.
Le Unterseeboot 7 ou U-7 est un sous-marin allemand (U-Boot) de type II.B utilisé par la Kriegsmarine pendant la Seconde Guerre mondiale.
Comme les sous-marins de type II étaient trop petits pour des missions de combat dans l'océan Atlantique, il a été affecté dans la mer du Nord et la Mer Baltique pour des tâches de formation avec la 21e Flottille d'U-Boote (21. Unterseebootsflottille), une unité d'entraînement.

## Présentation
Mis en service le 21 août 1935, l'U-7 a servi surtout comme sous-marin d’entrainement pour les équipages de 1935 à 1939. Il réalise sa première patrouille, quittant le port de Neustadt, le 24 août 1939, sous les ordres de l'Oberleutnant zur See Werner Heidel, pour une surveillance maritime dans le Kattegat au nord-est du Danemark. Le 26 août, un défaut sur la gouvernail de profondeur est réparé en mer nécessitant 7 heures de travail. Le 29 août, l'U-7 ravitaille à Kiel et ensuite retourne dans sa zone de patrouille. Il retourne à Kiel le 8 septembre 1939 après 16 jours en mer.
Sa deuxième patrouille le fait quitter Kiel le 18 septembre 1939, et le mène le long des côtes de Norvège et de la Finlande. Il navigue dans le Skagerrak pour le contrôle de contrebande de navires neutres. L'U-Boot arraisonne 10 navires en 11 jours et coule le navire marchand britannique 2 694 tonneaux Akenside (ne faisant aucun mort). Le 3 octobre 1939, après 16 jours en mer, il retourne à Kiel et endommage sur sa route le navire marchand norvégien Takstaas.
Puis l'Unterseeboot 7 quitte le service actif pour redevenir, comme avant-guerre, un sous-marin d'entrainement mais pour une courte durée.
Sa troisième patrouille, du 3 au 8 mars 1940, soit 6 jours en mer, sous les ordres du Kapitänleutnant Karl Schrott le fait partir de Wilhelmshaven  pour patrouiller au large du sud de la Norvège pour le contrôle de la contrebande de navires neutres, mais il est rappelé le 6 mars en vue de la préparation de l'Opération Weserübung, l'invasion allemande du Danemark et de la Norvège.
Sa quatrième patrouille, du 14 au 19 mars 1940, soit 6 jours en mer, a pour objectif de chercher et lutter contre les sous-marins ennemis à l'ouest du Danemark en mer du Nord, mais sans succès.
Sa cinquième patrouille le fait partir de Wilhelmshaven le 3 avril 1940, pour incorporer le groupe U-boot 9 (Shetland-Orkney) avec l'U-10 pour l'Opération Weserübung. Le 14 avril, l'U-7 se ravitaille à partir du navire-dépôt Carl Peters à Bergen en Norvège. Après 19 jours en mer, il retourne à Kiel.
Sa sixième patrouille du 7 au 18 mai 1940, soit 12 jours en mer, a pour mission de patrouiller au large de la côte néerlandaise pour soutenir l'invasion allemande aux Pays-Bas. L'Unterseeboot utilise toutes ses torpilles dans plusieurs attaques infructueuses et doit rentrer à Wilhelmshaven pour se réapprovisionner le 15 mai. Il repart le lendemain, mais un moteur diesel tombe en panne le 17 mai, de sorte que l'U-Boot retourne à sa base de Kiel.
Puis l'Unterseeboot 7 quitte de nouveau le service actif pour redevenir un sous-marin d'entrainement.
Le 1er juillet 1940, il quitte Wilhelmshaven pour rejoindre Pillau au sein de la 21. Unterseebootsflottille  comme navire-école.
Il est coulé le 18 février 1944 à l'ouest de Pillau lors d'un accident de plongée, à la position géographique de 54° 52′ N, 19° 30′ E. Les 29 membres d'équipage meurent dans cet accident.

## Affectations
- U-Bootschulflottille du 1er août 1935 au 1er septembre 1939 à Wilhelmshaven en tant que navire-école
- U-Bootschulflottille du 1er septembre 1939 au 1er octobre 1939 à Wilhelmshaven en tant qu'unité combattante
- U-Bootschulflottille du 1er octobre 1939 au 1er février 1940 à Wilhelmshaven en tant que navire-école
- U-Bootschulflottille du 1er mars 1940 au 1er juin 1940 à Wilhelmshaven en tant qu'unité combattante
- U-Bootschulflottille du 1er juin 1940 au 30 juin 1940 à Wilhelmshaven en tant que navire-école
- 21. Unterseebootsflottille du 1er juillet 1940 au 18 février 1944 à Pillau en tant que navire-école

## Commandements
- Kapitänleutnant Kurt Freiwald du 18 juillet 1935 au 3 octobre 1937
- Oberleutnant zur See Otto Salman du 10 février 1938 au 5 février 1939
- Werner Heidel du 18 décembre 1938 au 13 octobre 1939
- Oberleutnant zur See Otto Salman du 31 mai au 2 juillet 1939
- Oberleutnant zur See Otto Salman du 2 août au 1er octobre 1939
- Kapitänleutnant Karl Schrott du 14 octobre 1939 à octobre 1940
- Kapitänleutnant Otto Salman du 25 octobre au 13 novembre 1939
- Oberleutnant zur See Günther Reeder d'octobre 1940 à janvier 1941
- Oberleutnant zur See Ernst-Ulrich Brüller de janvier à février 1941
- Oberleutnant zur See Günther Reeder de février au 29 mars 1941
- Oberleutnant zur See Hans-Günther Kuhlmann du 30 mars au 16 juin 1941
- Oberleutnant zur See Heinrich Schmid 17 juin 1941 au 15 janvier 1942
- Oberleutnant zur See Siegfried Koitschka 16 janvier au 7 octobre 1942
- Oberleutnant zur See Hans Schrenk du 8 octobre 1942 au janvier 1944
- Oberleutnant zur See Günther Loeschcke de janvier au 18 février 1944

Nota: Les noms de commandants sans indication de grade signifie que leur grade n'est pas connu avec certitude à notre époque au moment de la prise de commandement.

## Navires coulés
L'Unterseeboot 7 a coulé un navire marchand ennemi de 2 694 tonneaux et endommagé un autre, totalement irrécupérable, de 1 830 tonneaux au cours des 6 patrouilles (75 jours en mer) qu'il effectua.
| Date              | Nom      | Nationalité | Tonnage (GRT) | Fait      |
| ----------------- | -------- | ----------- | ------------- | --------- |
| 22 septembre 1939 | Akenside | Royaume-Uni | 2 694         | Coulé     |
| 29 septembre 1939 | Takstaas | Norvège     | 1 830         | Endommagé |

### Sources
- (en) Cet article est partiellement ou en totalité issu de l’article de Wikipédia en anglais intitulé « German submarine U-7 (1935) » (voir la liste des auteurs).